# El Pilar (Michoacán)
El Pilar es una localidad del estado mexicano de Michoacán. Es parte del municipio de Puruándiro.

## Demografía
| Gráfica de evolución demográfica |
|                                  |

| Censo | Población |
| ----- | --------- |
| 1900  | 396       |
| 1910  | 491       |
| 1921  | 180       |
| 1930  | 241       |
| 1940  | 279       |
| 1950  | 467       |
| 1960  | 695       |
| 1970  | 591       |
| 1980  | 884       |
| 1990  | 1169      |
| 2000  | 1090      |
| 2010  | 1061      |
| 2020  | 1,136     |